# Pedreiras (Porto de Mós)
Pedreiras ist eine Gemeinde (Freguesia) im portugiesischen Kreis Porto de Mós. In ihr leben 2548 Einwohner (Stand 19. April 2021).